# Thomas Langmann
Thomas Langmann (Parigi, 24 maggio 1971) è un produttore cinematografico e attore francese.

## Biografia
È figlio del produttore e regista Claude Berri, di famiglia ebraica ashkenazita, e di Anne-Marie Rassam, proveniente da una famiglia della borghesia libanese.
Nel 2011 produce The Artist, film pluripremiato in ambito internazionale, che definisce un tributo al cinema americano, al pari di una lettera d'amore.

## Filmografia

### Produttore
- Asterix & Obelix: Missione Cleopatra (2002)
- Le Boulet (2002)
- Blueberry (2004)
- Double zéro (2004)
- Foon (2005)
- Those Happy Days (2006)
- Steak (2007)
- Asterix alle Olimpiadi (2008)
- Nemico pubblico N. 1 - L'istinto di morte (2008)
- Le mac (2010)
- Mon père est femme de ménage (2011)
- The Artist (2011)
- La nouvelle guerre des boutons (2011)
- La bottega dei suicidi (2012)
- Stars 80 (2012)
- Colt 45 (2012)
- One Wild Moment (2015)
- Stars 80, la suite (2017)

### Regista
- Asterix alle Olimpiadi (2008)
- Stars 80 (2012)
- Stars 80, la suite (2012)

### Attore
- Je vous aime (1980)
- Les années sandwiches (1988)
- Jour après jour (1989)
- Bille en tête (1989)
- Déminage - Cortometraggio (1990)
- Alberto Express (1990)
- Notte e giorno (1991)
- Paris s'éveille (1991)
- Tous les garçons - Cortometraggio (1992)
- Les paroles invisibles - Cortometraggio (1992)
- Lover (1992)
- Le nombril du monde (1994)
- Court toujours: Joséphine et les gitans - Cortometraggio (1995)
- La musique de l'amour: Robert et Clara (1995)
- Une femme très très très amoureuse (1997)
- Foul Play (1998)
- Dead Weight (2002)
- Days of Glory (2006)